# J.J. Jackson
J.J. Jackson, geboren als Jerome Louis Jackson (Brooklyn, 8 november 1942), is een voormalige Amerikaans/Britse soul- en r&b-zanger.

## Biografie
Tijdens de jaren 1950 maakte hij eerst deel uit van de Jackaels, later werkte Johnson als arrangeur voor Jack McDuff, Jimmy Witherspoon en anderen. Hij trad ook in het voetlicht als songwriter en wordt gezien als auteur van de song Easier to Cry van The Shangri-Las. Op last van zijn manager naar het Verenigd Koninkrijk gekomen, duidde hij zich als songwriter van het Pretty Things-nummer Come See Me (I'm Your Man) uit 1966 voor de eerste keer aan onder de naam J.J. Jackson. Daarvoor trad hij op onder zijn burgerlijke naam en als J. Jackson. Het talent van de 150 kg zware belter in de stijl van Otis Redding werd in 1966 erkend en leverde hem een contract op met Calla Records. Met Britse muzikanten nam hij in hetzelfde jaar But It's Alright op. De single werd een groot succes en behoorde spoedig tot de meest bepalende dansnummers van de jaren 1960. Ze plaatste zich in de Billboard-pophitlijst (#22) en de r&b-hitlijst (#4). Jackson werkte tijdens deze periode samen met Britse jazzmuzikanten als Dick Morrissey, Terry Smith, Stu Hamer, Brian Henderson, John Marshall en Larry Steele
Na zijn grote succes bracht hij de single Dig Girls (Billboard, #83) uit, een jaar later met zijn begeleidingsband The Greatest Little Soul Band in the Land een album, waarop weer de naamgevende titelsong But It's Alright voorkwam en in 1969 en 1970 twee verdere albums, waarmee hij echter niet meer kon evenaren aan het succes van But It's Alright. In 1969 kon de hitsingle zich, na een herpublicatie door Warner Bros. Records, die zich hadden verzekerd van de rechten van de Calla-catalogus, echter opnieuw in de hitlijst plaatsen (#45).

## Discografie
Singles
- 1966: But It's Alright
- 1966: I Dig Girls

Albums
- 1967: But It's Alright
- 1969: The Greatest Little Soul Band in the Land
- 1970: J.J. Jackson’s Dilemma

- Gemeinsame Normdatei: 1256552615
- MusicBrainz: 21de845b-4e38-42b7-a33a-399b4b7e424c
- Virtual International Authority File: 8417165271474210690008